# Ol'ga Gomel'skaja
Ol'ga Pavlovna Žuravlëva, coniugata Gomel'skaja (in russo Ольга Павловна Журавлёва-Гомельская?; Leningrado, 3 giugno 1931 – Mosca, 1995), è stata una cestista sovietica.
Era la moglie di Aleksandr Gomel'skij.

## Carriera
Con l'Unione Sovietica ha disputato i Campionati europei del 1952.